# Bukowiec (Budzyń)
Bukowiec (deutsch Gramsdorf) ist ein Dorf mit Schulzenamt in der Gemeinde Budzyń in der Woiwodschaft Großpolen in Polen.
Bukowiec steht auf einer Ebene, umgeben von Feldern, 8 Kilometer südöstlich von Budzyń (Budsin) und 57 Kilometer nördlich von Poznań (Posen).

## Geschichte
Gramsdorf wurde im 1635 auf dem Gebiet des Starosten von Rogoźno gegründet. Die ersten Anwohnern waren die Brüder Thomas und Lukas Grams. Die Gründungsurkunde wurde vom polnischen König Johann II. Kasimir im 1662 bestätigt. Damals gab es schon 12 weitere Vollbauern im Dorf.
Gramsdorf gehörte von 1793 bis 1807 und von 1815 bis 1919 zum preussischen Kreis Obornik. Im 1871 war es eine Landgemeinde mit 436 Einwohnern, wovon 406 Evangelische, 26 römische Katholiken und 4 Juden waren. Unter den über 10-Jährigen konnten 75 % lesen und schreiben. Nach dem Ersten Weltkrieg fiel das Gebiet Polen zu.

## Kirche

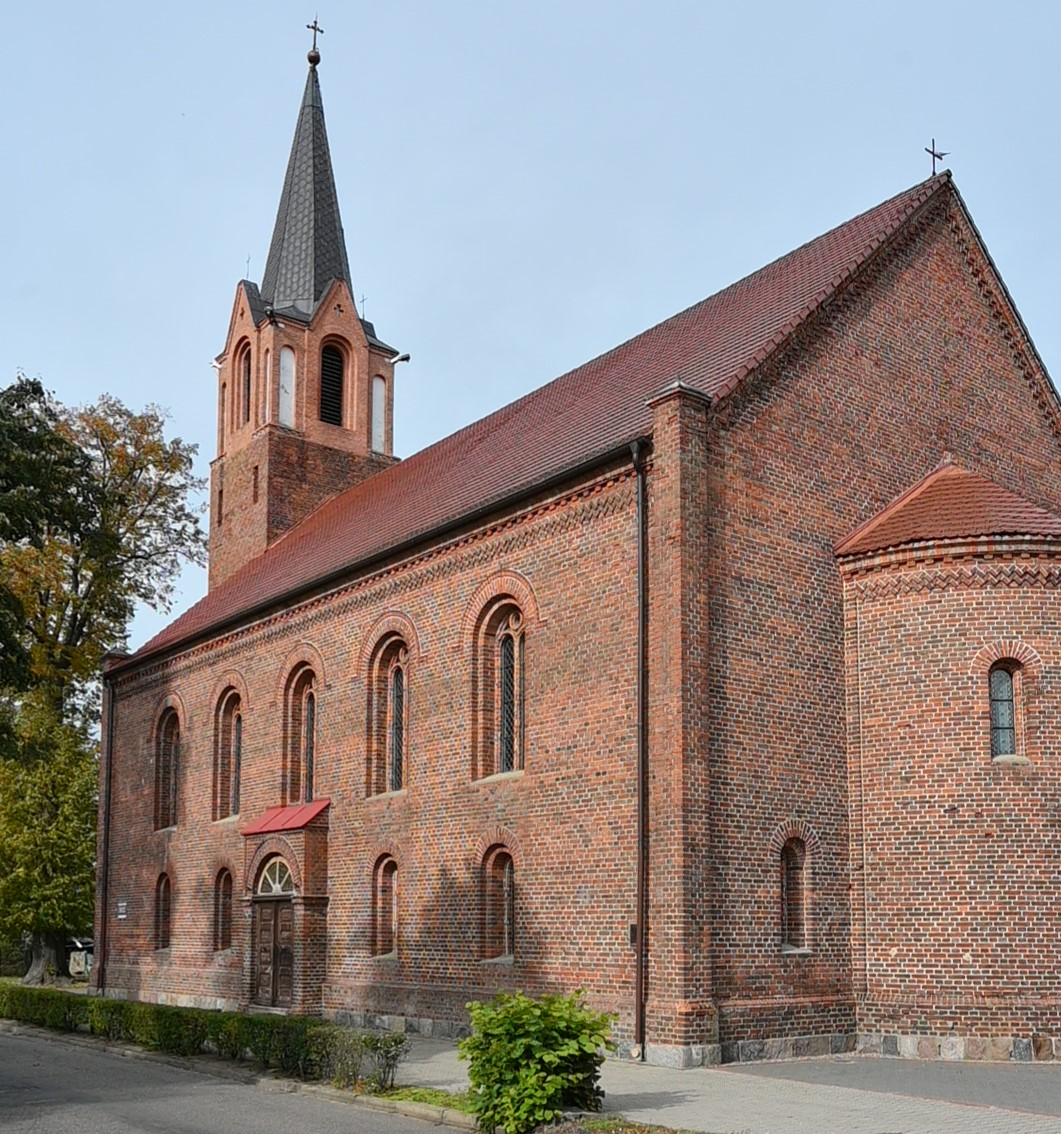
Die Kirche in Bukowiec

Eine evangelische Kirche im Gramsdorf bestand schon im 1719. 

Die jetzige römisch-katholische Kirche „unserer lieben Frau vom Rosenkranz“, Filialkirche der Pfarrei in Wyszyny, wurde 1863 als evangelische Kirche errichtet. Sie hat eine Backsteinfassade im neugotischen Stil, Turm an der Westseite und eine halbkreisförmige Apsis im Osten.